# National Stadium (Freetown)
Il National Stadium è uno stadio situato a Freetown in Sierra Leone.
Lo stadio è stato costruito nel 1980 ed è lo stadio di casa di East End Lions F.C., Old Edwardians Football Club e Kallon Football Club.
Ha una capacità di 35000 posti a sedere.
L'impianto è di proprietà del governo della Sierra Leone ed è il più grande di tutto il paese.

## Squadre che hanno usufruito dell'impianto
- East End Lions F.C.
- Old Edwardians Football Club
- Kallon Football Club